# Kokosové mléko

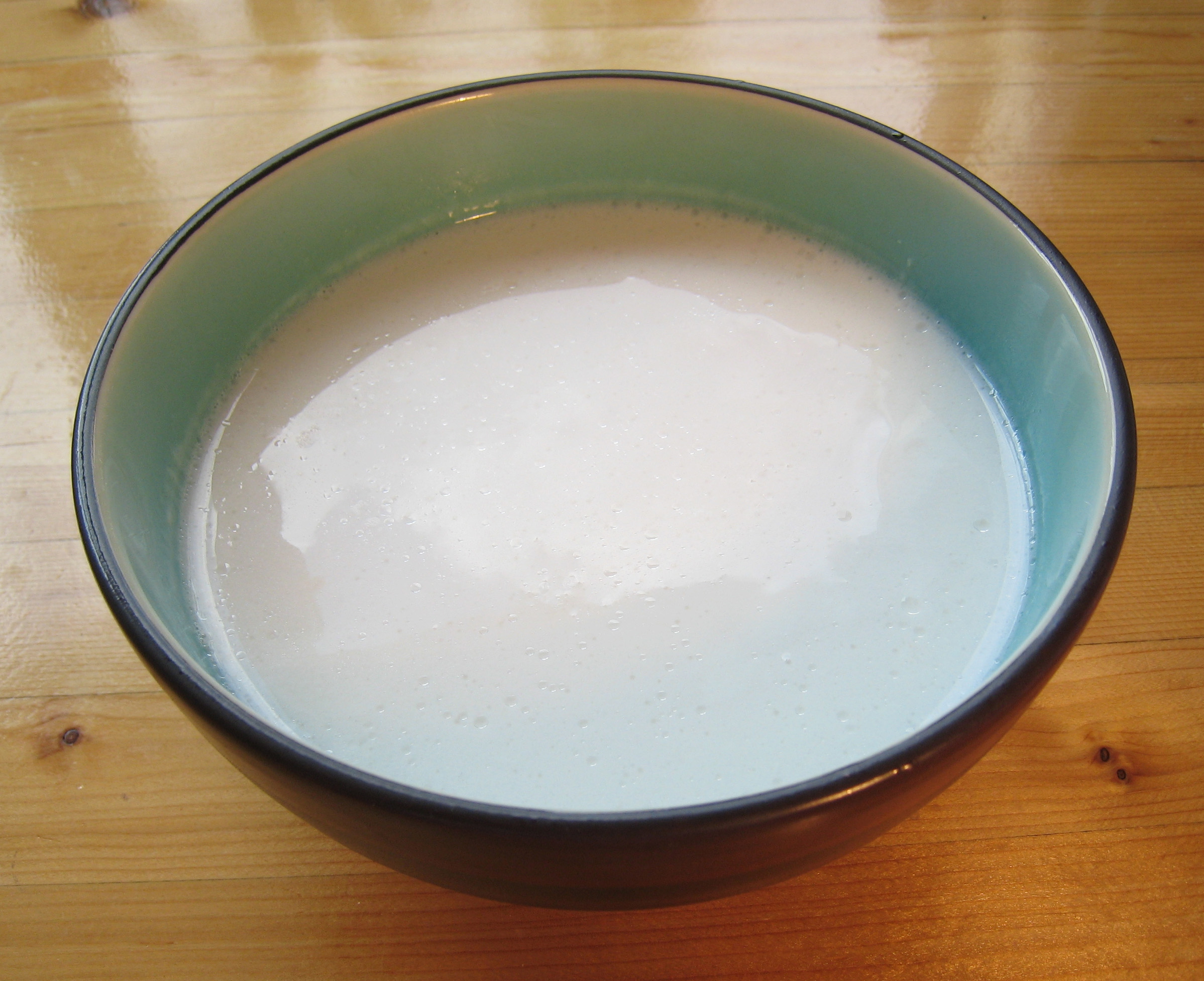
Miska kokosového mléka

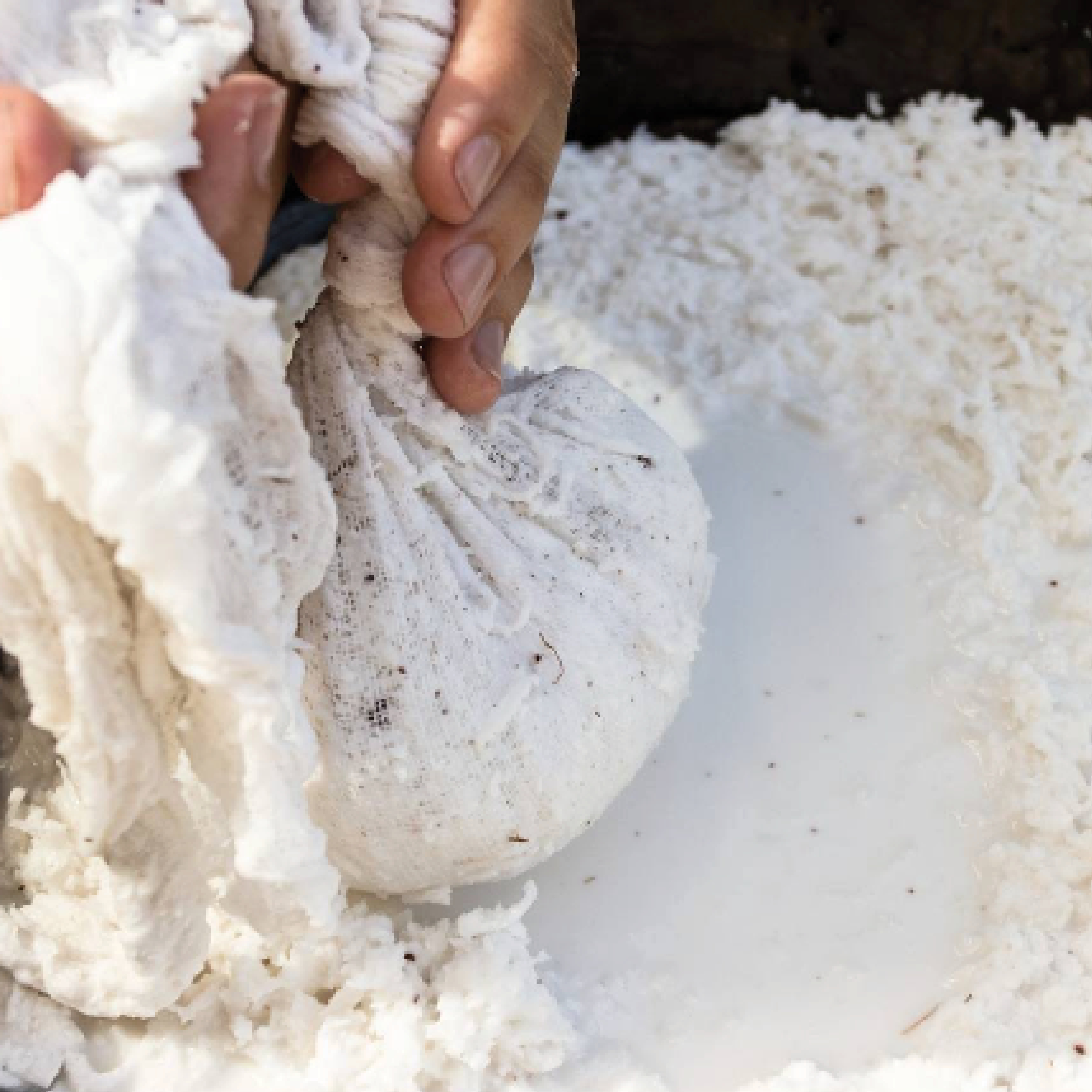
Výroba kokosového mléka

Kokosové mléko je hustá tekutina, která se vyrábí z namleté dužiny kokosového ořechu smíchané s horkou vodou. Díky louhování se z dužiny dostane kokosový olej, kvůli kterému je kokosové mléko tučné. Obsah tuku dosahuje obvykle 25%, ale existují i tučnější a méně tučné varianty. Chuťově je podobné mléku, lehce sladké.
Kokosové mléko se hojně používá v kuchyních Latinské Ameriky, Afriky, Karibiku, Oceánie nebo jihovýchodní Asie. Má mnoho využití: může nahrazovat mléko, vyrábějí se z něj různé dezerty nebo sýry, používá se na výrobu některých míchaných nápojů (například piña colada) nebo se z něj vyrábí kari.
Kokosové mléko se někdy plete s kokosovou vodou, tekutinou uvnitř mladých kokosových ořechů.